# Nicteri d'Egipte
El nicteri d'Egipte (Nycteris thebaica) és una espècie de ratpenat de la família dels nictèrids que es troba a l'Àfrica continental, l'Aràbia Saudita, Israel, Jordània, el Líban, el Marroc, Síria, Turquia, Zanzíbar, Pemba i el Iemen.

## Subespècies
- Nycteris thebaica thebaica
- Nycteris thebaica adana
- Nycteris thebaica angolensis
- Nycteris thebaica brockmani
- Nycteris thebaica capensis
- Nycteris thebaica damarensis
- Nycteris thebaica labiata
- Nycteris thebaica najdiya[3]